# Sellia (slak)
Sellia is een geslacht van weekdieren uit de klasse van de Gastropoda (slakken).

## Soort
- Sellia miocaenica Kókay, 2006 †